# Medieval Steel
I Medieval Steel sono un gruppo musicale heavy metal statunitense, formatosi a Memphis nel 1982.

## Storia del gruppo

### I primi anni e l'EP (1982-1992)
La formazione originale era composta da Bobby Franklin alla voce, Ricky Triola e Jeff "Chuck" Jones alle chitarre, Ron Baronatto al basso e Bill Jones alla batteria; in seguito Triola e Baronatto vennero sostituiti rispettivamente da John Roth e Jeff Boydstun. Nel 1984 pubblicarono il primo disco: l'EP Medieval Steel, uscito per la Sur Records e registrato con i nuovi componenti. Per la title track venne anche realizzato un videoclip, inoltre della stessa canzone, nel 2012 venne realizzata una cover ad opera del gruppo power metal italiano Great Master. Il brano Battle Beyond the Stars, anch'esso tratto da questo lavoro, venne incluso nella compilation From the Megavault edita dalla Megaforce Records nel 1985.
Successivamente il gruppo subì un ulteriore cambiamento e, dei membri originali, rimase solo il cantante. Gli innesti di Scott Jones (chitarre e tastiera), di Steve Crocker al basso e del batterista Chris Cook, consentirono alla band, nel 1987, di registrare alcune canzoni, quattro delle quali vennero pubblicate sul demo uscito nel 1989. All'inizio del decennio successivo la band si divise senza alcuna dichiarazione ufficiale.

### Il secondo periodo e l'album (2003-2005, 2012-oggi)
Per più di dieci anni non se ne ebbero più notizie, fino a quando nel 2003, la band si ricongiunse. L'anno successivo con il nuovo bassista Stacey Horne, incisero del materiale durante una sessione per un demo. Poco dopo, però, Horne perse la vita e le registrazioni non vennero pubblicate, salvo poi apparire sulla compilation del 2005, intitolata The Dungeon Tapes, che raccoglie anche tutte le canzoni dell'EP, insieme ad altri brani inediti. In seguito affrontarono un periodo di inattività poiché la realizzazione di quello che avrebbe dovuto essere il loro primo full-length, inizialmente prevista per il 2008, non si concretizzò.
Nel 2012 uscì The Anthology of Steel, una raccolta che include un nuovo pezzo e tutte le altre tracce già presenti sulla precedente. Sempre nel 2012 Franklin pianificò la realizzazione di una nuova uscita discografica, con il ritorno di "Chuck" Jones, al basso anziché alla chitarra, e reclutando i chitarristi Cary Scarbrough e Jack Hardin oltre al batterista JR Grant. Ciò però non si concretizzò e la formazione venne nuovamente rimaneggiata. Nel corso del 2013 effettuarono una serie di concerti in Europa, che li videro esibirsi anche a Cipro.
Nel 2014, a distanza di trent'anni dall'esordio, fu dato alle stampe il primo album in studio intitolato Dark Castle. Per la realizzazione del disco il cantante richiamò Chris Cook alla batteria e si avvalse della collaborazione dei chitarristi Scarbrough e Jeff Miller (Hardin non poté per motivi di salute) e del bassista Matt Dees. A febbraio dello stesso anno, tramite i social media, la band comunicò la tragica scomparsa di Jeff "Chuck" Jones, membro storico della formazione che partecipò anche alla realizzazione dell'album uscito poco dopo il suo decesso. In seguito Hardin e Boydstun, il bassista del primo EP, si riunirono alla band.
A gennaio del 2017 sono entrati in studio per la registrazione di un nuovo disco.

## Formazione

### Formazione attuale
- Bobby Franklin – voce (1982-1992, 2003-2005, 2012-presente)
- Jack Hardin – chitarra (2012-2013, 2015-presente)
- Chris Cook – batteria (1986-1992, 2003-2005, 2013-presente)
- Chris Pietrangelo - basso (2017-presente)

### Ex componenti
- Ricky Triola – chitarra (1982-1983)
- John Roth – chitarra (1983-1985)
- Jeff "Chuck" Jones – chitarra (1982-1985), basso (1985, 2005, 2012-2014)
- Scott Jones – chitarra, tastiera (1985-1992, 2003-2005)
- Cary Scarbrough – chitarra (2012-2014)
- Jeff Cobble – chitarra (2013-2014)
- Jeff Miller – chitarra (2014)
- Ron Baronatto – basso (1982-1983)
- Steve Crocker – basso (1985-1992)
- Stacey Horne – basso (2003-2004)
- Matt Dees – basso (2014)
- Bill Jones – batteria (1982-1985)
- Zoltan Chaney – batteria (1985-1986)
- Jr. Grant – batteria (2012-2013) monete
- Jeff Boydstun – basso (1984, 2015-2016)

## Discografia
Album in studio
- 2014 – Dark Castle
- 2022 - Gods of Steel
- 2024 - Blood Moon

Compilation
- 2005 – The Dungeon Tapes
- 2012 – The Anthology of Steel

EP
- 1984 – Medieval Steel

Demo
- 1989 – Demo '89